# Sandro Ramírez
Artikeln följer den spanska namnseden; faderns efternamn är Ramírez och moderns efternamn Castillo.
Sandro Ramírez Castillo, född 9 juli 1995, mer känd som Sandro, är en spansk fotbollsspelare som spelar för Huesca.

## Karriär
Sandro debuterade i La Liga den 31 augusti 2014 i en bortavinst över Villarreal CF, där han i den 69:e minuten byttes in mot Pedro och 12 minuter senare gjorde mål.
Den 3 juli 2017 värvades Ramírez av Everton, där han skrev på ett fyraårskontrakt. Den 30 januari 2018 lånades Sandro ut till Sevilla över resten av säsongen 2017/2018. Den 30 augusti 2018 lånades Ramírez ut till Real Sociedad på ett låneavtal över säsongen 2018/2019. Den 2 juli 2019 lånades Sandro ut till Real Valladolid på ett låneavtal över säsongen 2019/2020.

## Meriter

### FC Barcelona
- La Liga: 2014/2015, 2015/2016
- UEFA Champions League: 2014/2015
- Spanska cupen: 2014/2015, 2015/2016
- UEFA Super Cup: 2015
- VM för klubblag: 2015

## Klubbstatistik
| Klubb              | Säsong             | Liga    | Liga | Cup     | Cup | Europaspel | Europaspel | Övrigt  | Övrigt | Totalt  | Totalt |
| Klubb              | Säsong             | Matcher | Mål  | Matcher | Mål | Matcher    | Mål        | Matcher | Mål    | Matcher | Mål    |
| ------------------ | ------------------ | ------- | ---- | ------- | --- | ---------- | ---------- | ------- | ------ | ------- | ------ |
| Barcelona B        | 2013–14            | 31      | 7    | —       | —   | —          | —          | —       | —      | 31      | 7      |
| Barcelona B        | 2014–15            | 8       | 2    | —       | —   | —          | —          | —       | —      | 8       | 2      |
| Barcelona B        | Totalt             | 39      | 9    | —       | —   | —          | —          | —       | —      | 39      | 9      |
| Barcelona          | 2014–15            | 7       | 2    | 2       | 1   | 3          | 1          | 0       | 0      | 12      | 4      |
| Barcelona          | Totalt             | 7       | 2    | 2       | 1   | 3          | 1          | 0       | 0      | 12      | 4      |
| Totalt i karriären | Totalt i karriären | 46      | 11   | 2       | 1   | 3          | 1          | 0       | 0      | 51      | 13     |